# Landkreis Weilheim-Schongau
Landkreis Weilheim-Schongau ligger i den sydvestlige del af  regierungsbezirk Oberbayern i den tyske delstat Bayern.  Landkreisen blev oprettet i den nuværende form i 1972 ved en sammenlægning af landkreisene Weilheim in Oberbayern og Schongau.

## Geografi
De vigtigste vandløb er, mod vest floden  Lech, i den centrale del,  Ammer (og  Ammersee) og ved  landkreisens østgrænse Loisach. Mod nordøst grænser den til  Starnberger See. Det  988 meter høje Hoher Peißenberg adskiller Schongau fra området  Weilheim. Højeste punkt i landkreisen er Niederbleick ved Wildsteig med 1.589 moh., og det laveste er  Ammers udmunding i Ammersee med 533 moh.
Lech markerer omtrent grænsen mellem det bayerske og det schwäbiske sprogområde.

### Nabokreise
Landkreisen grgrænser (med uret fra nord) til landkreisene Landsberg am Lech, Starnberg, Bad Tölz-Wolfratshausen, Garmisch-Partenkirchen og Ostallgäu.

## Byer og kommuner
Kreisen havde 135348  indbyggere pr.  2018-12-31

| 1. Penzberg (16586) 2. Schongau (12396) 3. Weilheim in Oberbayern (22477) Købstæder (markt) 1. Peißenberg (12595) 2. Peiting (11439) Gemeinden 1. Altenstadt (3319) 2. Antdorf (1340) 3. Bernbeuren (2433) 4. Bernried am Starnberger See (2348) 5. Böbing (1885) 6. Burggen (1703) 7. Eberfing (1434) 8. Eglfing (1074) 9. Habach (1168) 10. Hohenfurch (1643) 11. Hohenpeißenberg (3855) 12. Huglfing (2833) 13. Iffeldorf (2655) 14. Ingenried (1076) 15. Oberhausen (2074) 16. Obersöchering (1554) 17. Pähl (2480) 18. Polling (3461) 19. Prem (897) 20. Raisting (2334) 21. Rottenbuch (1825) 22. Schwabbruck (963) 23. Schwabsoien (1393) 24. Seeshaupt (3257) 25. Sindelsdorf (1203) 26. Steingaden (2905) 27. Wessobrunn (2247) 28. Wielenbach (3216) 29. Wildsteig (1280) |